# Rifovyj
Rifovyj (in russo: Рифовый; in giapponese: オドケ島?, Odoke-tō) è un isolotto del gruppo delle isole Chabomai nella parte meridionale della piccola catena delle isole Curili; fa parte della Banka Opasnaja (Банка Опасная, in italiano "banco pericoloso") un gruppo di isolotti affioranti che amministrativamente appartengono al Južno-Kuril'skij rajon dell'oblast' di Sachalin in Russia. Insieme a Iturup, Kunašir e Šikotan, le isole sono rivendicate dal Giappone.

## Geografia
Assieme a Rifovyj, fanno parte della Banka Opasnaja gli isolotti Signal'nyj e Storoževoj e si trovano a sud-ovest dell'isola Tanfil'eva, nello stretto Sovetskij. Rifovyj ha un'altezza massima di 3,8 m, dista 1,5 km da Signal'nyj e si trova tra quest'ultima e Storoževoj, nella parte centrale di una barriera corallina parzialmente prosciugata.